# Organismo Internacional de Energía Atómica
El Organismo Internacional de Energía Atómica (OIEA) pertenece a las organizaciones internacionales conexas al Sistema de las Naciones Unidas (ONU).

## Historia y organización
Este organismo empezó a funcionar en Viena el 29 de julio de 1957 y en noviembre del mismo año la Asamblea General de las Naciones Unidas aprobó un acuerdo sobre la relación del OIEA con la ONU, a fin de tratar de acelerar y aumentar la contribución de la energía nuclear para fines de paz, la salud y la prosperidad en todo el mundo. El origen del organismo se remonta al discurso que el presidente estadounidense Eisenhower realiza en 1953: "Átomos para la paz". Este discurso va a servir de base para la creación del Estatuto del OIEA que define el doble objetivo de la organización —promover y controlar el átomo—  de la siguiente manera: 

El Organismo procurará acelerar y aumentar la contribución de la energía atómica a la paz, la salud y la prosperidad en el mundo entero. En la medida que le sea posible se asegurará que la asistencia que preste, o la que se preste a petición suya, o bajo su dirección o control, no sea utilizada de modo que contribuya a fines militares" (Artículo II del Estatuto del OIEA)

El OIEA establece, con este fin, normas de seguridad nuclear y protección ambiental, ayuda a los países miembros mediante actividades de cooperación técnica y alienta el intercambio de información científica y técnica sobre la energía nuclear. Cuenta con asesores, equipo y capacitación para suministrar asistencia a los gobiernos en desarrollo y promueve la transmisión de conocimientos teóricos y prácticos para que los países receptores puedan ejecutar eficaz y seguramente sus programas de energía atómica. Formula también normas básicas de seguridad para la protección contra radiaciones y publica reglamentos y códigos de prácticas sobre determinados tipos de operaciones, incluido el transporte de material radiactivo. 
El OIEA, tiene su sede en Viena (Austria), con sedes regionales en Ginebra, Nueva York, Toronto y Tokio, y cuenta con 171 Estados miembros.
El año 2005 el organismo, y su director general Mohamed el-Baradei, recibieron el Premio Nobel de la Paz. El comité les concedió este premio por el siguiente motivo:

[...] es el OIEA quien controla que la energía nuclear no se utiliza de forma indebida con propósitos militares [...] en el momento en el que los esfuerzos del desarme parecen en un punto muerto y existe peligro de que el armamento nuclear prolifere en los estados y en los grupos terroristas [...]

El OIEA ha recibido las críticas de Yuri Andreyev, responsable -después del accidente de Chernóbil- de descontaminar Chernóbil de 1986 a 1991. Consideró que el organismo del OIEA "es muy cercano a los intereses de la industrial nuclear". En palabras de Andreev: "Después del accidente de Chernóbil, le dije al entonces director del OIEA, a Hans Blix, que era necesario crear una organización cuya función fuera tratar con accidentes" pero, evidentemente, no se ha creado.
En los dos primeros decenios del siglo XXI, el OIEA ha estado dirigido por el egipcio Mohamed El Baradei, director general entre 1997 y 2009, y por el japonés Yukiya Amano, que fue elegido como director general de esta agencia en junio de 2009, y fue reelegido en 2013 y en 2017. El director general Amano falleció en julio de 2019 y a continuación el puesto de director general pasó a estar ocupado interinamente por la número dos del Organismo, la estadounidense Mary Alice Hayward.
Tras ser elegido el 29 de octubre de 2019, el argentino Rafael Grossi es actualmente el director general del OIEA.

## Miembros

Estados miembros
Miembro aprobado
Miembro retirado
No miembros

El proceso para unirse al OIEA es bastante simple. Normalmente, un Estado notifica al director general su deseo de adherirse, y el director presenta la solicitud a la Junta para su consideración. Si la Junta recomienda la aprobación y la Conferencia General aprueba la solicitud de ingreso, el Estado debe entonces presentar su instrumento de aceptación del Estatuto de la OIEA a los Estados Unidos, que actúa como Gobierno depositario del Estatuto del OIEA. El Estado es considerado miembro cuando se deposita su carta de aceptación. Luego, Estados Unidos informa al OIEA, que notifica a otros Estados miembros del OIEA. La firma y ratificación del Tratado de No Proliferación Nuclear (TNP) no son condiciones previas para ser miembro del OIEA.
El OIEA tiene 177 Estados miembros. La mayoría de Estados miembros de las Naciones Unidas y la Santa Sede son Estados miembros del OIEA. Los Estados no miembros Cabo Verde (2007), Tonga (2011), Gambia (2016), Guinea (2020) y Saint Kitts and Nevis (2021) han sido aprobados para ser miembros y se convertirán en Estado miembro si depositan los instrumentos legales necesarios.
Cuatro estados se han retirado del OIEA. Corea del Norte fue Estado miembro de 1974 a 1994, pero se retiró después de que la Junta de Gobernadores descubriera que no cumplía con su acuerdo de salvaguardias y suspendió la mayor parte de la cooperación técnica. Nicaragua se convirtió en miembro en 1957, retiró su membresía en 1970 y se reincorporó en 1977, Honduras se unió en 1957, se retiró en 1967 , y se unió en 2003, mientras que Camboya se unió en 1958, se retiró en 2003 y se reincorporó en 2009.

## Idiomas de la institución

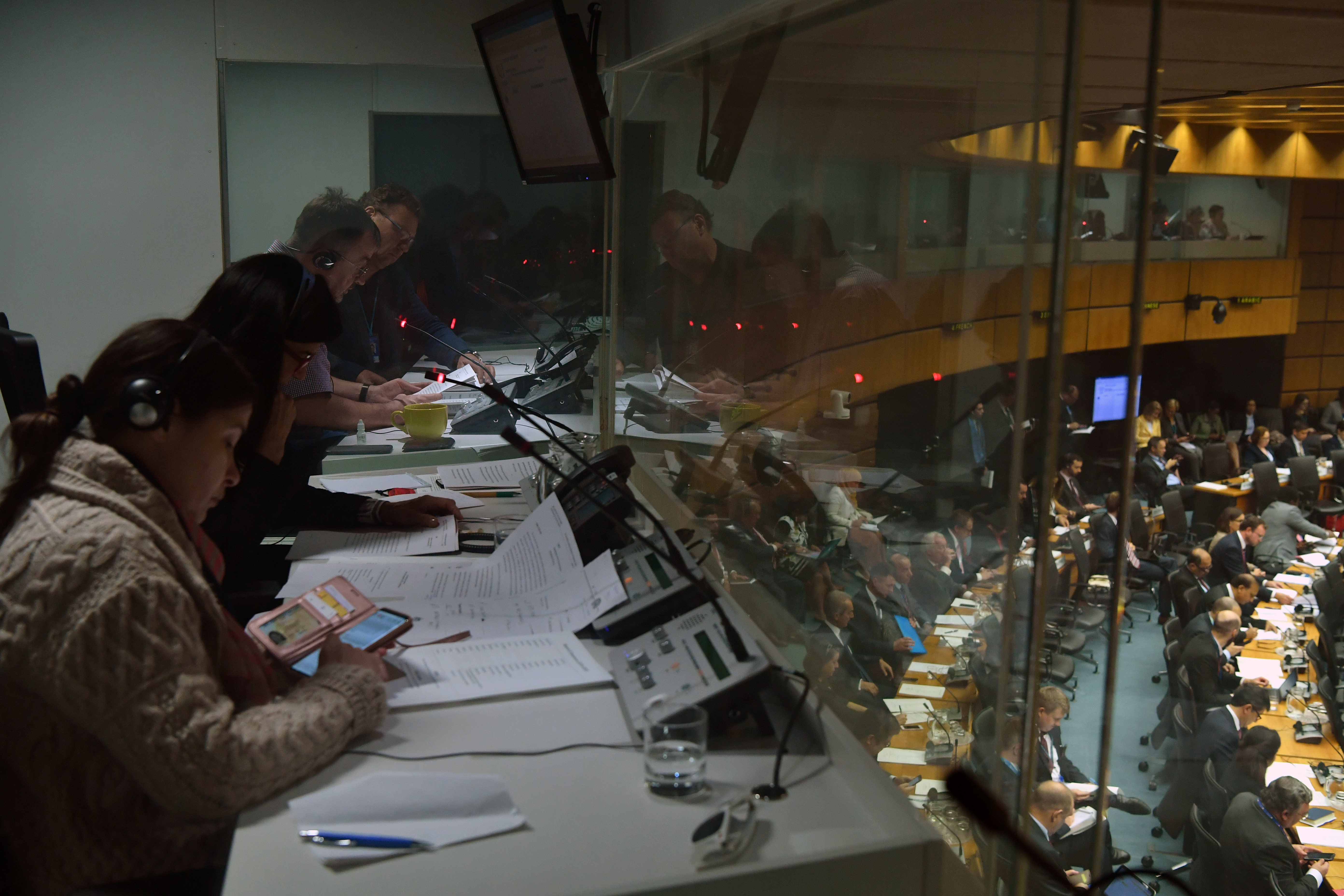
1527a. reunión de la Junta de Gobernadores del OIEA, Viena, Austria, 23 de septiembre de 2019. Foto: Dean Calma, 23 de septiembre de 2019. Fuente: Banco de Imágenes de OIEA (Flickr, Traductores 01612124).

El Estatuto del Organismo tiene cinco versiones consideradas todas auténticas: chino, español, francés, inglés y ruso. A petición de Siria se publicó, después de aprobado el Estatuto, una versión «semioficial» en árabe. Austria, la República Federal Alemana y Suiza prepararon una traducción al alemán que, al haberse publicado en sus países de manera oficial, tiene carácter de texto auténtico para estos tres Estados y que también publicó el OIEA en diciembre de 1967.[cita requerida]
Para el Acuerdo de Sede con Austria, existen seis textos auténticos: chino, inglés, francés, alemán, ruso y español.[cita requerida]
Esta amplia panoplia de textos auténticos no se ha respetado en otros convenios firmados por el OIEA, que ha preferido siempre reducir el número lo más posible, incluyendo siempre inglés o francés, pero aceptando usar ruso o español si lo pide la otra parte, en cuyo caso el OIEA pide un texto auténtico en inglés. Su preferencia es tener un único texto auténtico en inglés o en francés.

## Estructura y funciones

### General
La misión del OIEA de aumentar la contribución de la energía nuclear al desarrollo y a la paz en todo el mundo está guiada por los intereses y necesidades de los Estados miembros, por los planes estratégicos adoptados por el propio Organismo y por la visión establecida por el  Estatuto del OIEA.
La misión del OIEA se asienta sobre tres pilares -o áreas de trabajo-, que son: Seguridad Tecnológica y Física; Ciencia y Tecnología; y Salvaguardias y Verificación.
Los órganos de dirección que aseguran el cumplimiento de esas funciones son la Junta de Gobernadores, la Conferencia General y el Secretariado.
La Junta de Gobernadores
La Junta de Gobernadores es uno de los dos órganos de dirección del Organismo. Está integrada por 35 miembros, 10 de ellos serán los diez Estados más adelantados en la tecnología de la energía atómica, los restantes serán elegidos por la Conferencia General (artículo VI del Estatuto del OIEA). Es el órgano responsable de elaborar la mayor parte de las decisiones y la orientación del OIEA. Celebra habitualmente cinco reuniones al año. La Junta presenta a la Conferencia General del OIEA recomendaciones sobre las actividades y el presupuesto del Organismo y asume la responsabilidad de publicar las normas de calidad del OIEA. Asimismo, cuando se plantea la renovación del cargo de director general, procede a la selección del candidato a director general, sujeto a la aprobación de la Conferencia General.
La Conferencia General
La Conferencia General está compuesta por un representante de cada Estado Miembro -171 en la actualidad- y se reúne una vez al año, por regla general en el mes de septiembre. Las características y funciones de la Conferencia General son similares a las que tienen las asambleas generales de representación de los Estados miembros en los otros organismos internacionales y en particular la Asamblea General de Naciones Unidas. Como órgano superior, debate las propuestas transmitidas por la Junta de Gobernadores y decide la aprobación de las actividades y de los presupuestos recomendados por la Junta; además puede solicitar los informes apropiados a la Junta de Gobernadores. 
También le corresponde aprobar al candidato designado para el puesto de director general. En cualquier caso, es un alto órgano político y su función más importante es servir como foro de debate y guía para las principales cuestiones y directrices sobre el uso de la energía nuclear en la comunidad internacional. Cualquiera de los órganos e integrantes del OIEA -la Junta de Gobernadores, los Estados miembros y el director general como cabeza del Secretariado- puede solicitar la inclusión de temas y propuestas en el debate de la Conferencia General.
El Secretariado
El Secretariado está formado por el personal profesional especializado y de servicios generales del OIEA. El Secretariado está encabezado por el director general.  El director general es seleccionado por la Junta de Gobernadores y aprobado y nombrado oficialmente por la Conferencia General; su mandato es de cuatro años y de carácter renovable. El director general es responsable de aplicar las decisiones adoptadas por la Junta de Gobernadores y la Conferencia General. El director general cuenta bajo su mando con seis Departamentos que realizan las actividades necesarias para cumplir los objetivos y la línea de trabajo del OIEA: Energía Nuclear; Seguridad Nuclear Tecnológica y Física; Ciencias y Aplicaciones Nucleares; Salvaguardias; Cooperación Técnica; y Administración. Cada uno de esos Departamentos es coordinado por un director general adjunto.

## Disposiciones financieras
Las principales fuentes de financiación del organismo son tres: el presupuesto ordinario, los fondos extrapresupuestarios y el Fondo de Cooperación Técnica. Se encuentran reguladas en el artículo XIV del Estatuto del OIEA.
El director general prepara un proyecto de presupuesto anual que, posteriormente, la Junta de Gobernadores presenta a la Conferencia General. Este último órgano debe aprobarlo por mayoría de 2/3. Existen fundamentalmente dos tipos de gastos a financiar, los gastos de personal y los gastos que surgen por la aplicación de las salvaguardias. 
El presupuesto ordinario sirve para financiar los gastos regulares y la mayor parte de las actividades del OIEA. En 2019 asciende a 378 millones de dólares USA - 371,7 millones en presupuesto operativo y 6,2 millones en inversiones de capital. Esta financiación se reparte entre los Departamentos anteriormente mencionados, siendo el que recibe mayores ingresos el Departamento de verificación nuclear, es decir, la aplicación de salvaguardias (145,3 millones de dólares USA). Cada Estado Miembro debe aportar su contribución de acuerdo con una escala determinada prorrateada según los principios de Naciones Unidas. 
Las actividades de Cooperación Técnica sirven para desarrollar programas específicos, generalmente en beneficio de los países en vías de desarrollo; se financia tanto a través de fondos ordinarios (el Fondo de Cooperación Técnica) como de contribuciones voluntarias (fondos extrapresupuestarios) con una cifra objetivo situada en 86,1 millones de dólares USA para el año 2019.

## Lista de directores generales
| Nombre                   | Nacionalidad   | Mandato                                          |
| ------------------------ | -------------- | ------------------------------------------------ |
| W. Sterling Cole         | Estados Unidos | 1 de diciembre de 1957 – 30 de noviembre de 1961 |
| Sigvard Eklund           | Suecia         | 1 de diciembre de 1961 – 30 de noviembre de 1981 |
| Hans Blix                | Suecia         | 1 de diciembre de 1981 – 30 de noviembre de 1997 |
| Mohamed ElBaradei        | Egipto         | 1 de diciembre de 1997 – 30 de noviembre de 2009 |
| Yukiya Amano             | Japón          | 1 de diciembre de 2009 – 18 de julio de 2019     |
| Cornel Feruță (Interino) | Rumania        | 25 de julio de 2019 – 2 de diciembre de 2019     |
| Rafael Grossi            | Argentina      | 3 de diciembre de 2019 – en el cargo             |